# Боргето д'Ароша
Боргѐто д'Аро̀ша (на италиански: Borghetto d'Arroscia; на лигурски: Borghetto, Боргето) е село и община в Северна Италия, провинция Империя, регион Лигурия. Разположено е на 155 m надморска височина. Населението на общината е 463 души (към 2011 г.).